# Musei e siti italiani gestiti dalla Direzione generale per le antichità
La Direzione generale per le antichità era una delle direzioni generali in cui si articolava il Ministero per i beni e le attività culturali, con delega per l'archeologia.
Operativa dal 2001, la Direzione generale si occupava della tutela, conservazione e valorizzazione di numerosi musei, scavi archeologici, monumenti e necropoli in tutta Italia (eccettuate le Regioni autonome Sicilia, Trentino-Alto Adige e Valle d'Aosta), tramite appositi uffici periferici, le Soprintendenze archeologiche.
Tale compito è cessato nel 2015, quando il Ministero ha trasferito la gestione di tutti i siti e musei statali, compresi quelli archeologici, alle nuove Direzioni regionali Musei. Nel 2016, inoltre, la Direzione generale per le antichità è stata unita alla Direzione generale Belle arti e paesaggio dando vita alla Direzione generale Archeologia, belle arti e paesaggio, da cui dipendono le attuali Soprintendenze Archeologia, belle arti e paesaggio.
La presente lista resta comunque un utile elenco di siti e musei archeologici di proprietà statale in Italia (sempre eccettuate Sicilia, Trentino-Alto Adige e Valle d'Aosta).

## Abruzzo
Provincia di Chieti
- Museo archeologico nazionale d'Abruzzo, Chieti

Provincia dell'Aquila
- Santuario di Ercole Curino, Sulmona

## Basilicata
Provincia di Matera
- Area archeologica di Herakleia e Museo archeologico nazionale della Siritide, Policoro
- Area urbana di Metaponto, Museo archeologico nazionale di Metaponto e Tempio delle Tavole Palatine, Bernalda
- Museo archeologico nazionale Domenico Ridola, Matera

Provincia di Potenza
- Area archeologica di Grumentum e Museo nazionale dell'Alta Val d'Agri, Grumento Nova
- Museo archeologico nazionale del Melfese, Melfi
- Parco archeologico, Venosa

## Calabria
Provincia di Catanzaro
- Parco archeologico di Scolacium, Borgia

Provincia di Cosenza
- Museo archeologico nazionale della Sibaritide e Parco archeologico di Sibari, Cassano all'Ionio
- Museo archeologico statale Vincenzo Laviola, Amendolara

Provincia di Crotone
- Museo archeologico nazionale di Crotone e Area archeologica di Capo Colonna, Crotone

Provincia di Reggio Calabria
- Area archeologica, Monasterace
- Museo archeologico nazionale, Reggio Calabria
- Museo nazionale e Teatro romano, Locri

Provincia di Vibo Valentia
- Museo archeologico statale Vito Capialbi, Vibo Valentia

## Campania
Provincia di Benevento
- Resti archeologici, Benevento

Provincia di Caserta
- Museo archeologico dell'antica Capua, Santa Maria Capua Vetere
- Museo archeologico di Teanum Sidicinum e Teatro romano, Teano

Provincia di Napoli
- Anfiteatro Flavio, Tempio di Serapide e Parco archeologico di Cuma, Pozzuoli
- Cento Camerelle, Museo archeologico dei Campi Flegrei, Parco archeologico di Baia, Parco sommerso di Baia, Sacello degli Augustali, Sepolcro di Agrippina e Teatro di Miseno, Bacoli
- Grotta Azzurra e Villa Damecuta, Anacapri
- Museo archeologico nazionale e Parco e tomba di Virgilio, Napoli
- Scavi archeologici e Antiquarium, Boscoreale
- Scavi archeologici, Ercolano
- Scavi archeologici di Oplonti, Torre Annunziata
- Scavi archeologici, Pompei
- Scavi archeologici di Stabia e Antiquarium stabiano, Castellammare di Stabia
- Villa Jovis, Capri

Provincia di Salerno
- Antiquarium ed area archeologica, Minori
- Area archeologica di Paestum e Museo archeologico nazionale, Capaccio Paestum
- Area archeologica di Elea-Velia, Ascea
- Museo archeologico nazionale, Pontecagnano Faiano

## Emilia-Romagna
Provincia di Bologna
- Museo nazionale etrusco, Marzabotto

Provincia di Ferrara
- Area archeologica di Voghenza, Voghiera
- Museo archeologico nazionale, Ferrara

Provincia di Forlì-Cesena
- Area archeologica di Mevaniola, Galeata
- Museo archeologico nazionale, Sarsina

Provincia di Parma
- Museo archeologico nazionale, Parma

Provincia di Piacenza
- Area archeologica di Velleia e Antiquarium, Lugagnano Val D'Arda

Provincia di Ravenna
- Area archeologica di Classe, Ravenna
- Villa romana, Russi

## Friuli-Venezia Giulia
Provincia di Trieste
- Antiquarium di via Donota e Basilica paleocristiana di Tergeste, Trieste

Provincia di Udine
- Museo archeologico nazionale di Aquileia e Museo paleocristiano di Monastero, Aquileia
- Museo archeologico nazionale, Cividale nel Friuli

## Lazio
Provincia di Frosinone
- Museo archeologico nazionale "G. Carettoni", Cassino

Provincia di Latina
- Comprensorio archeologico di Minturnae, Minturno
- Museo archeologico nazionale, Formia
- Museo archeologico nazionale e Area archeologica, Sperlonga

Provincia di Roma
- Area archeologica di Veio e santuario etrusco dell'Apollo, Basilica sotterranea di Porta Maggiore, Colosseo, Domus Aurea, Mausoleo di Cecilia Metella e Castrum Caetani, Museo della Via Ostiense, Museo nazionale etrusco di Villa Giulia, Museo Nazionale Romano nelle sue quattro sedi (Crypta Balbi, Palazzo Altemps, Palazzo Massimo alle Terme, Terme di Diocleziano), Palatino e Foro Romano, Scavi di Ostia antica, Tempio di Minerva Medica, Terme di Caracalla, Villa dei Quintili e Villa di Livia, Roma
- Antiquarium e Villa dei Volusii di Lucus Feroniae, Capena
- Area archeologica e Antiquarium di Pyrgi, Santa Marinella
- Museo archeologico nazionale prenestino, Palestrina
- Museo delle navi romane, Porto di Traiano e Necropoli di Porto Isola Sacra, Fiumicino
- Museo nazionale cerite e Necropoli della Banditaccia, Cerveteri
- Museo archeologico nazionale e Terme Taurine, Civitavecchia
- Villa Adriana, Tivoli
- Villa di Orazio, Licenza

Provincia di Viterbo
- Area archeologica di Ferentum e Museo nazionale etrusco Rocca Albornoz, Viterbo
- Area archeologica, Sutri
- Area del foro e domus private della città romana di Volsinii, Bolsena
- Museo nazionale dell'Agro Falisco, Civita Castellana
- Museo archeologico nazionale e Necropoli dei Monterozzi, Tarquinia
- Museo nazionale archeologico di Vulci, Canino
- Museo archeologico nazionale Tuscanese e Necropoli della Madonna dell'Olivo, Tuscania

## Liguria
Provincia di Genova
- Museo archeologico, Chiavari

Provincia di Imperia
- Museo preistorico dei Balzi Rossi e area archeologica di Nervia, Ventimiglia

Provincia della Spezia
- Area archeologica di Luni e Museo archeologico nazionale, Luni
- Villa romana del Varignano, Portovenere

## Lombardia
Provincia di Brescia
- Grotte di Catullo e antiquarium, Sirmione
- Museo archeologico nazionale della Valle Camonica, Cividate Camuno
- Parco nazionale delle incisioni rupestri di Naquane, Capo di Ponte
- Villa romana e antiquarium, Desenzano del Garda

Provincia di Varese
- Parco archeologico, Castelseprio

## Marche
Provincia di Ancona
- Antiquarium statale, Numana
- Area archeologica di Sentinum, Sassoferrato
- Museo archeologico nazionale delle Marche, Ancona
- Museo archeologico statale, Arcevia

Provincia di Ascoli Piceno
- Museo archeologico statale, Ascoli Piceno

Provincia di Fermo
- Area archeologica di Falerio Picenus, Falerone

Provincia di Macerata
- Area archeologica di Septempeda, San Severino Marche
- Area archeologica di Urbs Salvia e Museo archeologico statale, Urbisaglia
- Museo archeologico statale, Cingoli

Provincia di Pesaro e Urbino
- Area archeologica di Forum Sempronii, Fossombrone

## Molise
Provincia di Campobasso
- Anfiteatro romano di Larinum, Larino
- Area archeologica di Altilia-Sepino, Sepino

Provincia di Isernia
- Area archeologica e Museo archeologico, Venafro
- Teatro e tempio italico, Pietrabbondante
- Museo nazionale di Santa Maria delle Monache, Isernia

## Piemonte
Provincia di Alessandria
- Anfiteatro e rovine di Libarna, Serravalle Scrivia

Provincia di Cuneo
- Area archeologica di Augusta Bagiennorum, Bene Vagienna

Provincia di Torino
- Anfiteatro romano, Ivrea
- Anfiteatro romano e area archeologica, Susa
- Area archeologica della città romana di Industria, Monteu da Po
- Museo di antichità e Teatro romano, Torino

## Puglia
Provincia di Bari
- Antiquarium di Canne, Barletta
- Area archeologica di Monte Sannace e Museo archeologico nazionale, Gioia del Colle
- Museo archeologico, Bari
- Museo archeologico nazionale Jatta, Ruvo di Puglia
- Museo archeologico nazionale, Altamura
- Palazzo Sinesi, Canosa di Puglia

Provincia di Brindisi
- San Pietro degli Schiavoni, Brindisi
- Museo archeologico nazionale di Egnazia, Fasano

Provincia di Foggia
- Museo archeologico nazionale, Manfredonia

Provincia di Lecce
- Anfiteatro romano, Lecce

Provincia di Taranto
- Museo archeologico nazionale, Taranto

## Sardegna
Provincia di Cagliari
- Area archeologica Su Nuraxi, Barumini
- Museo archeologico nazionale e Sepolcro e Grotta della Vipera, Cagliari

Provincia di Oristano
- Area archeologica Nuraghe Losa, Abbasanta
- Area archeologica di Tharros, Cabras

Provincia di Sassari
- Antiquarium Turritano, Porto Torres
- Museo nazionale archeologico etnografico Giovanni Antonio Sanna, Sassari

## Toscana
Provincia di Arezzo
- Antiquarium nazionale, Sestino
- Museo archeologico statale Gaio Cilnio Mecenate, Arezzo

Provincia di Firenze
- Museo archeologico nazionale, Firenze

Provincia di Grosseto
- Area archeologica di Roselle, Grosseto
- Area archeologica di Vetulonia, Castiglione della Pescaia
- Museo archeologico nazionale di Cosa, Orbetello

Provincia di Livorno
- Area archeologica di Baratti-Populonia e Collezione privata Gasparri, Piombino

Provincia di Siena
- Museo archeologico nazionale, Siena
- Museo archeologico nazionale, Chiusi

## Umbria
Provincia di Perugia
- Ipogeo dei Volumni e Museo archeologico nazionale dell'Umbria, Perugia
- Museo archeologico nazionale, Spoleto
- Teatro romano, Gubbio

Provincia di Terni
- Area archeologica di Carsulae, San Gemini
- Museo archeologico nazionale e Necropoli del Crocifisso del Tufo, Orvieto

## Veneto
Provincia di Belluno
- Area archeologica di piazza Duomo, Feltre

Provincia di Padova
- Museo nazionale atestino, Este

Provincia di Rovigo
- Museo archeologico nazionale, Adria

Provincia di Venezia
- Area archeologica di Concordia, Concordia Sagittaria
- Museo archeologico nazionale e Area archeologica di Altino, Quarto d'Altino
- Museo archeologico nazionale, Venezia
- Museo archeologico nazionale concordiese, Portogruaro